# Euryattus
Euryattus là một chi nhện trong họ Salticidae.